# David Payne (atlet)
David Payne (* 24. července 1982, Cincinnati) je americký atlet, který získal na letních olympijských hrách v Pekingu stříbrnou medaili v běhu na 110 metrů překážek.
V roce 2007 získal stříbrnou medaili na Panamerických hrách v brazilském Rio de Janeiru a bronz na světovém šampionátu v Ósace. V témž roce doběhl druhý na světovém atletickém finále ve Stuttgartu. Na olympiádě v Pekingu 2008 nestačil ve finále pouze na kubánského překážkáře Dayrona Roblese. O rok později vybojoval druhou bronzovou medaili na mistrovství světa v Berlíně, když cílem proběhl v čase 13,15 s. Ve stejném čase doběhl také jeho reprezentační kolega Terrence Trammell, kterému cílová kamera přidělila stříbro a zlato získal v čase 13,14 s barbadoský atlet Ryan Brathwaite.

## Osobní rekordy
- 60 m př. (hala) - (7,54 - 26. února 2006, Boston)
- 110 m př. (dráha) - (13,02 - 31. srpen 2007, Ósaka)